# Rock Island (Illinois)
Rock Island je město ve Spojených státech amerických. Nachází se v okrese Rock Island County, jehož je hlavním sídlem, ve státě Illinois. Ve městě žije přibližně 37 tisíc obyvatel a jeho rozloha činí 46,3 km². Leží na soutoku řek Rock a Mississippi a je součástí souměstí zvaného Quad Cities (spolu s městy Moline a East Moline v Illinois a Davenport a Bettendorf v Iowě). Bylo založeno roku 1841. Městem protéká řeka Mississippi. Nachází se zde zbrojařská firma zvaná Rock Island Arsenal, která zaměstnává asi 6 tisíc lidí a je tak největším zaměstnavatelem ve městě. Asi 59 % obyvatel tvoří beloši, 19 % černoši, 12 % hispánci a 4 % asiaté.

## Rodáci
- Gary Payton (* 1948)
- Chasson Randle (* 1993)
- Lissie (* 1982) – americká folk rocková zpěvačka
- June Haverová (1926–2005) – americká herečka
- Eddie Albert (1906–2005) – americký herec
- Madison Keysová (* 1995) – americká tenistka
- Helen Macková (1913–1986) – americká herečka
- Gabriel Almond (1911–2002)